# Neumětely
Neumětely (en allemand : Neumettl) est une commune du district de Beroun, dans la région de Bohême-Centrale, en Tchéquie. Sa population s'élevait à 589 habitants en 2020.

## Géographie
Neumětely se trouve à 14 km au sud-sud-ouest de Beroun et à 38 km au nord de Prague.
La commune est limitée par Libomyšl au nord-ouest et au nord, par Lážovice et Skřipel à l'est, par Hostomice au sud, et par Lochovice au sud-ouest.

## Histoire
La première mention écrite de la localité date de 1331.